# HD 73526 b
HD 73526 b és un planeta extrasolar que gira al voltant de la seva estrella a una distància de 0.66 UA. Aquest planeta és més massiu que Júpiter del Sistema Solar, així que és molt probable que sigui un gegant gasós. Basat en la seva distància i la lluminositat de l'estrella, el planeta rep un 61% d'insolació respecte Mercuri.